# Jainesia meliolicola
Jainesia meliolicola är en svampart som beskrevs av Gonz. Frag. & Cif. 1925. Jainesia meliolicola ingår i släktet Jainesia, divisionen sporsäcksvampar och riket svampar.   Inga underarter finns listade i Catalogue of Life.